# 快漢ロロー
『快漢ロロー』（かいかんロロー、英語: Liberty, 「リバティ」主人公の名）は、1916年（大正5年）製作・公開、ユニヴァーサル・フィルム・マニュファクチャリング・カンパニー（現在のユニバーサル・ピクチャーズ）製作・配給によるアメリカ合衆国のサイレント映画、シリアル・フィルムである。同国での別題は 英語: Liberty, A Daughter of the U.S.A., 日本では、本作に出演するエディ・ポーロが、『マスター・キイ』に次いで「連続活劇第2弾」として公開された同社のシリアル『名金』で演じた役名「ロロー」から採ったタイトルで公開された。

## 略歴・概要
ユニヴァーサル・フィルム・マニュファクチャリング・カンパニーが、フランシス・フォードおよびジャック・ジャッカード共同監督によるシリアル『獣魂』につづいて製作した、ジャック・ジャッカード、ヘンリー・マックレイ共同監督によるシリアルである。本作の第1話は、同年8月14日に全米で封切られた。
日本では、同年11月11日に浅草公園六区・帝国館において『獣魂』に引き続き、毎週連続で公開された。配給は、同年7月に東京市京橋区南伝馬町3丁目14番地（現在の東京都中央区京橋3丁目）に設立された播磨ユニヴァーサル商会が行なった。
現在、本作の原版・上映用プリント等は散逸し現存しないとみなされている。

## スタッフ・作品データ
- 製作 : ジャック・ジャッカード
- 監督 : ジャック・ジャッカード、ヘンリー・マックレイ
- 原作・脚本 : ジャック・ジャッカード

- 上映時間（巻数） : 約400分（2巻もの全20話 各話約20分、全40巻[1][5]）
- フォーマット : 白黒映画 - スタンダードサイズ（1.37:1） - サイレント映画
- 日本初回興行 : 浅草・帝国館[3]

## キャスト
クレジット順
- マリー・ウォールキャンプ - Liberty Horton
- ジャック・ホルト（Jack Holt） - Captain Rutledge
- エディ・ポーロ（Eddie Polo） - Pedro
- G・レイモンド・ナイ （G. Raymond Nye） - Pancho Lopez
- ニール・ハート （Neal Hart） - Captain Winston
- バートラム・グラスビー （Bertram Grassby） - Manuel Leon
- モード・エモリー （Maude Emory [7]） - Theresa
- L・M・ウェルズ （L. M. Wells） - Jose Leon
- チャールズ・ブリンリー （Charles Brinley） - Alvarez
- レナード・クラパム （トム・ロンドン、Tom London）
- ロイ・スチュアート （Roy Stewart）
- ヘイゼル・バッカム （Hazel Buckham）

## 関連事項
- 1916年の日本公開映画
- en:List of film serials
- en:List of film serials by studio